# Hrvatsko-ugarska opsada Jajca 1463.
Hrvatsko-ugarska opsada Jajca 1463., oružani sukob kojim je hrvatsko-ugarska vojska uspješno vratila nadzor nad Jajačkom tvrđavom i njezinim podgrađem, nakon što su je Turci nešto ranije u lipnju iste, 1463. godine osvojili, srušivši istodobno srednjovjekovno Bosansko Kraljevstvo. Mladi hrvatsko-ugarski kralj Matija Korvin odlučio je nakon pada Bosne poduzeti ambiciozni vojni pothvat kojim bi Turke izbacio s njezinog teritorija i podvrgnuo ga sebi. Jedna od operacija toga pothvata bila je opsada Jajca, jednog od najvažnijih uporišta bivše države, koja je na Božić 1463. završila pobjedonosno i nakon koje se Jajce sljedećih 65 godina odupiralo moćnoj osmanskoj sili.

## Povijesna pozadina
Jajce, mjesto u srednjovjekovnim Dolnjim krajima, prvi se put u ispravama spominje 1396. kao posjed vojvode  Hrvoja Vukčića Hrvatinića. U 15. stoljeću postaje prijestolnicom Bosanskoga Kraljevstva, kada je kralj Stjepan Tomaš u njemu izgradio i smjestio svoj kraljevski dvor. U njemu je 1461. godine okrunjen Tomašev sin Stjepan Tomašević. Premda je osmanski pritisak na istočne granice bosanske države bio velik, mladi je kralj 1462. godine odlučio prestati plaćati Turcima danak u novcu, što je uskoro dovelo do dolaska njihove velike vojske na to područje. 
Turska je vojna sila predvođena sultanom Mehmedom Osvajačem u lipnju 1463. godine okupirala Bosnu. Tom prigodom u osmanske ruke pale su mnoge tvrđave i naselja, među kojima i Jajce. Nakon što su Turci u Ključu uhvatili kralja Stjepana Tomaševića, doveli su ga u Jajce i u njemu pogubili. U vrlo kratkom vremenu prestalo je postojati Bosansko Kraljevstvo kao država.
Vidjevši kakvoj je pogibelji izravno izloženo njegovo kraljevstvo, ambiciozni hrvatsko-ugarski kralj Matija Korvin je ubrzo poslije stupanja na prijestolje poduzeo odlučne korake za jačanje obrambene snage svoje države te je osposobio svoju vojsku reformiravši je. Uspostavio je, između ostalog, profesionalnu, stajaću plaćenićku vojsku, koja je po boji oklopa i vojne odjeće dobila naziv Crna vojska. Uz to, proveo je poreznu refomu koja je najviše pogodila visoko plemstvo, pa se kralj sve više oslanjao na niže i srednje plemstvo.
Budući da se ubrzo poslije pada Bosne glavnina turske vojske na čelu sa sultanom povukla prema jugoistoku, ostavivši samo manje snage u zauzetim tvrđavama, Matija Korvin je odlučio iskoristiti prigodu i podvrgnuti to područje pod svoju vlast. U ranu jesen 1463. kralj je skupio veliku vojsku u kojoj su bili mnogi hrvatsko-ugarski velikaši, među kojima vrhovni kapetan gornje Ugarske Mirko Zapolja, hrvatski su-ban Stjepan Frankopan Modruški, erdeljski vojvoda Ivan Pongrácz od Dengelega, pečuški biskup Ivan Česmički, prepošt Gaspar Bak od Berenda, zatim Nikola Iločki, Matija Gereb, Jan Vitovec i drugi.
S vojskom je Matija Korvin prešao rijeku Savu kod Gradiške i krenuo prema Bosni. Jedan manji dio vojske, kojoj je na čelu bio Mirko Zapolja, išao je na jug dolinom rijeke Vrbas, a drugi dio, sa samim Korvinom, zapadnije prema Ključu. Njemu su se priključile postrojbe koje je sa zapada Hrvatske, iz pravca kraljevskog grada Bihaća, doveo knez Martin Frankopan. Nije sa sigurnošću utvrđeno s koliko je ljudi Matija Korvin ukupno raspolagao, ali procjenjuje se da je to bilo oko 20.000. Oslobodivši putem nekoliko utvrda, velika kraljevska vojska napredovala je prema Jajcu. Početkom listopada sve hrvatsko-ugarske postrojbe skupile su se na području Jajca te pripremile za njegovo oslobađanje od osmanske vlasti.

## Opsada
Opsada Jajca je započela u vremenu 5./6. listopada 1463. godine. Postrojbe Matije Korvina posjedovale su opsadne sprave i topove, koji su tukli turske položaje. Ubrzo su Turci, čije su snage iznosile oko tisuću vojnika, već poslije četiri dana opsade, bili primorani napustiti podgrađe Jajca, te su se povukli u tvrđavu, gdje su, zabarikadirani iza debelih zidina, bili puno sigurniji. Opsada se odužila, a kralj je na neko vrijeme napustio područje Jajca, ostavivši svojim vojskovođama da nastave s operacijom oslobađanja jajačke tvrđave. 
Krajem 1463. godine, točnije 6. prosinca, Matija Korvin se vratio na bojište podno Jajca, došavši osobno podržati i predvoditi svoju vojsku koja je opsjedala tvrđavu. Pritom je Turcima poslao poziv da se predaju i da stupe u njegovu vojsku, a zauzvrat im je ponudio određene povlastice, odnosno posjede u njegovom kraljevstvu. Kralju i njegovim hrvatsko-ugarskim postrojbama je, posebice u logističkom smislu, potporu pružao bosanski vojvoda Vladislav Vukčić.
Opsada je potrajala sve do Božićnih blagdana, kada je na dan 25. prosinca 1463. turska posada popustila i predala se. Predaju jajačke tvrđave u Korvinove ruke izvršio je njen zapovjednik Jusuf-beg. Članovi jajačke turske posade mogli su napustiti bojište, ali bez svojih stvari i robova. Neki od njih su se odazvali kraljevu pozivu i pridružili se njegovoj vojsci. Time je Jajce nakon samo nekoliko mjeseci osmanske okupacije oslobođeno od muslimanskih osvajača s istoka. 

## Posljedice
Uz Jajce je vojska Matije Korvina oslobodila veća područja bivšeg Bosanskog Kraljevstva, među kojima tvrđave i naselja Ključ, Vrbaški grad, Vinac, Zvečaj, Teočak, Zvornik, Srebrenik i druge. Na području Dolnjih krajeva ustrojena je Jajačka banovina, a na području Usore i Soli Srebrenička banovina. Turcima je pod nadzorom ostala samo "gornja ili prava Bosna" s Podrinjem.
Sljedeće, 1464. godine u mjesecu srpnju turska je vojska opsjela Jajce, ali ga nije uspjela osvojiti. Isto je bezuspješno pokušala još nekoliko puta u sljedećim desetljećima, a tek 1528., oko 65 godina kasnije, Jajce se nije uspjelo obraniti i potpalo je pod osmansku vlast.   